# Malchin
Malchin ist eine Kleinstadt in Mecklenburg-Vorpommern im Nordwesten des Landkreises Mecklenburgische Seenplatte. Sie gehört historisch zum Landesteil Mecklenburg. Der Ort bildet für seine Umgebung ein Grundzentrum.

## Geographie

### Geographische Lage
Malchin liegt in einer Senke an der Malchiner Peene zwischen dem Malchiner See, mit dem die Stadt über den Dahmer Kanal verbunden ist, und dem von der Stadt über den Peenekanal erreichbaren Kummerower See östlich der waldreichen Mecklenburgischen Schweiz. Diese erreicht um die nordwestlichen Ortsteile Neu Panstorf, Retzow und Wendischhagen Höhen von über 120 Meter ü. NHN.

### Stadtgliederung
Zu Malchin gehören folgende Ortsteile:
| - Alt Panstorf - Duckow - Gorschendorf - Gülitz | - Hagensruhm - Jettchenshof - Neu Panstorf - Pinnow | - Pisede - Remplin - Retzow - Salem | - Scharpzow - Viezenhof - Wendischhagen |

## Geschichte

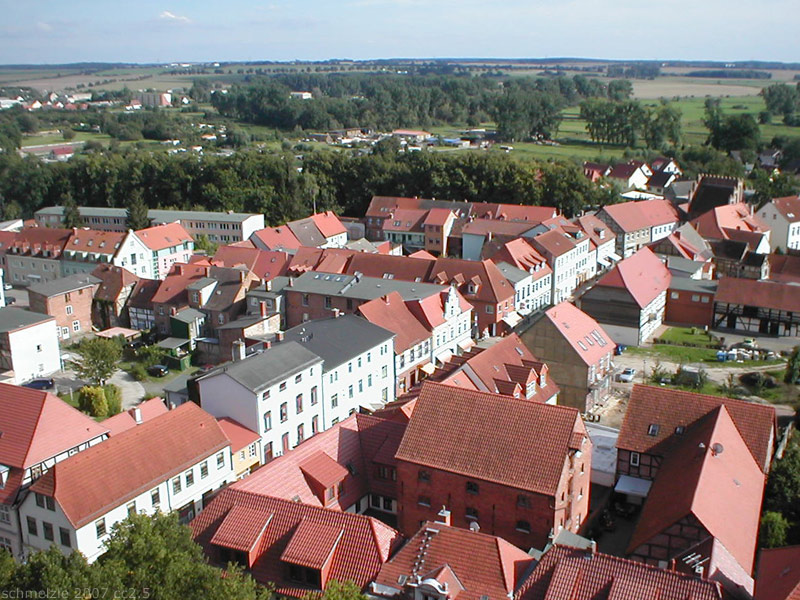
Blick über die Altstadt zum Steintor

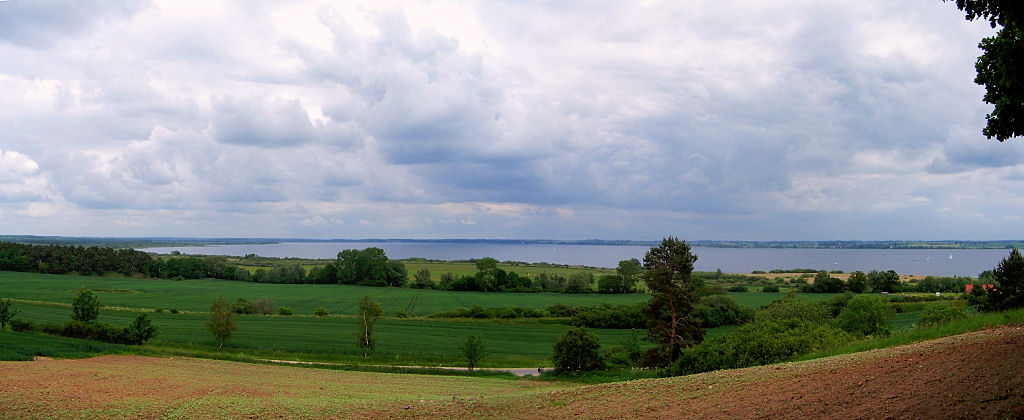
Kummerower See bei Salem

In einem Waldgebiet südlich von Malchin bei Viezenhof liegen im Umkreis von wenigen Metern fünf Steingräber; vier Steinkisten und ein Großsteingrab.  

### Name
Die slawische Fischersiedlung könnte einst den altpolabischen Namen Malochyni (abgeleitet von Maloch = klein) getragen haben. 1215 hieß der Ort Malekin, dann ab 1247 Malechin oder daneben auch Malchyn und 1257 bereits auch Malchin.

### Mittelalter
1215 wurde das Dorf Malekin urkundlich erwähnt. Ab 1220 wurde durch Nikolaus von Werle die Stadt planmäßig mit rasterförmigem Straßennetz angelegt. Im Mittelpunkt des Rasters befanden sich der Markt und die Kirche. Das Stadtrecht (civitas) wurde Malchin am 7. April 1236 durch Fürst Nikolaus I. verliehen. In der Gründungsurkunde heißt es, dass die Stadt „in der reichsten und schönsten Gegend des Landes an der Peene gelegen“ sei. Von der Stadtbefestigung aus dieser Zeit stehen nur noch das Kalensche Vortor und das Vortor des Steintores sowie Mauerreste und der Fangelturm, ein hoher, rechteckiger Wehrturm.
Die Stadtkirche St. Maria und St. Johannes entstand um diese Zeit als spätromanischer Erstbau. 1397 wurde durch den großen Stadtbrand die Stadt mit der Kirche eingeäschert. Eine neue dreischiffige gotische Backsteinkirche als Basilika entstand.
Malchin wurde Landstadt in Mecklenburg und war als solche eine der Städte im Wendischen Kreis, die bis 1918 auf mecklenburgischen Landtagen der 1523 vereinten Landstände vertreten waren. Jahrhundertelang lag die Stadt an der Grenze des Herzogtums Mecklenburg-Schwerin zu Pommern.

### 17. bis 19. Jahrhundert
Nach dem Neubrandenburger Hausvertrag gehörte die Stadt zu den unter der gemeinschaftlichen Regierung verbliebenen Städten. Im Zuge der Zweiten Mecklenburgischen Hauptlandesteilung nach dem Fahrenholzer Teilungsvertrag von 1621 kam Malchin zum (Teil-)Herzogtum Mecklenburg-Güstrow.
1639 lagerten während des Dreißigjährigen Krieges die kaiserlichen, kursächsischen und kurbrandenburgischen Heerhaufen mit ca. 80.000 Mann in und bei Malchin. Sechzehnmal wurde die Stadt geplündert. Hunger, Pest, Verwüstung, Raub und Totschlag und somit unvorstellbare Not waren die Folge.
Nach dem Hamburger Vergleich, nach Aussterben der Güstrower Linie und nachfolgenden langjährigen Verhandlungen, wurde Malchin dem Landesteil Mecklenburg-Schwerin zugeordnet.
In zahlreichen Kriegen wurde die Stadt in Mitleidenschaft gezogen, so etwa im Nordischen Krieg, der von 1700 bis 1721 währte, als 1713 dänische und russische Truppen die Stadt umlagerten. Im Siebenjährigen Krieg wurde die Stadt am Neujahrstag 1762 vom heute Bataillenberg genannten Hügel durch die Preußen beschossen, um die Schweden zu vertreiben. Während der Franzosenzeit zogen am 2. November 1806 15.000 Mann der französischen Truppen mit Marschall Joachim Murat in die Stadt; auch sie plünderten.
1838 baute man eine neue Mühlenbrücke über die Ostpeene vor dem damaligen Mühlentor. 1833 entstand ein Stadtkrankenhaus auf dem Strietfeld (altes Hospital) mit einer Erweiterung von 1859. 1842 wurde das Rathaus neu am alten Standort errichtet; es wurde 1900 völlig umgestaltet.

#### Landtage in Malchin und Sternberg
Schon seit der Landesteilung Mecklenburgs von 1621 (Güstrower Reversalen und Erbvertrag) in die beiden Herzogtümer Mecklenburg-Schwerin und Mecklenburg-Güstrow tagte der Landtag des mecklenburgischen Ständestaats nach 1628 bis 1916 abwechselnd in Sternberg – also im Mecklenburgischen, und in Malchin – also im Wendischen Kreis.
Durch den sogenannten Hamburger Vergleich vom 8. März 1701 wurde Mecklenburg in zwei beschränkt autonome (Teil-)Herzogtümer geteilt, ab 1815 (Teil-)Großherzogtümer – Mecklenburg-Schwerin und Mecklenburg-Strelitz –, die einen gemeinsamen Staat bildeten, seit 1755 dieselbe Verfassung hatten und – wie schon zuvor – einem gemeinsamen Landtag unterstanden. Diese landständische Verfassung in Mecklenburg galt bis 1918.
Die Versammlungen der Stände waren
- einerseits Land-, Konvokations- und Deputationstage, die der Landesherr – der Herzog – einberief,
- andererseits Landeskonvente bzw. ritterschaftliche oder städtische Konvente, die von den Ständen selbst einberufen wurden.

Der jährlich im Herbst einberufene Landtag war das wichtigste Gremium des Landes. Selten fanden darüber hinaus außerordentliche Landtage statt und ebenso selten an anderen Orten (u. a. Schwerin).
Die Landtage tagten in den jeweiligen Rathäusern von Sternberg und Malchin.

#### Gründerzeit
In der Gründerzeit entstanden viele Einrichtungen in Malchin. 1860 gründete Carl Julius Voss eine Wollfärberei in der Mühlenstraße. Die Firma hatte 1900 20 bis 30 Mitarbeiter. 1862 wurde der Hafen eingeweiht. Eine Dampfschifffahrtslinie Stettin – Demmin – Malchin wurde betrieben.
1864 entstand die Eisenbahnlinie Güstrow–Malchin–Neubrandenburg. 1864 wurde der Bahnhof Malchin mit seiner – so schrieb man – schönen Empfangshalle eingeweiht. Von 1864 bis 1870 war Malchin Sitz der Verwaltung für die Großherzogliche-Friedrich-Franz-Eisenbahn. Diese befand sich in einem bahnhofsnahen, repräsentativen Gebäude, das ab 1921 das Finanzamt nutzte. Das Bahnhofshotel entwickelte sich seit etwa 1880 aus einer vorhandenen Kegelbahn.
1868 wurde das Innentor und 1872 das Vortor des gotischen Wargentiner Tores von 1331 aus Backstein abgerissen. 1879 entstand das Großherzogliche Amtsgerichts-Gebäude. Das Stadtgericht tagte zuvor im Rathaus. 1881 wurde die Stadtmühle an der Peene gebaut. 1882 gründete sich „die Fabrik“, eine Zuckerfabrik in der Fabrikstraße. 1886 wurde das Kaiserliche Postamt an der Poststraße neben dem Kalenschen Tor eingeweiht. An der Peene und der alten Stadtmauer entstand ab 1890 die Brunswig-Promenade, die nach dem Kommerzienrat Brunswig benannt wurde. Das neue Stadtkrankenhaus an der Basedower Straße nahm 1893 seinen Betrieb auf. Ab 1898 entstand das Fenster- und Blechwarenwerk von Carl Reincke, ein Betrieb, der 1937 etwa 70 Mitarbeiter beschäftigte, seine Standorte in der Poststraße 6, bald darauf in der Halbtonnenstraße 7 und ab 1910 in der Wiesenstraße 6 hatte und erst 1994 aufgegeben wurde.
1902 wurden der Wasserturm und die Maschinenhäuser vor dem Steintor gebaut, und 1903 konnte die zentrale Wasserversorgung in Betrieb gehen. Daneben wurde auch die Straßenkanalisation ausgebaut.

### Jüdische Gemeinde
Die ersten nachweisbaren Schutzjuden der Stadt waren Joseph Joseph und Jacob Benjamin, die ihren Schutzbrief am 8. Mai 1749 erhielten. Es folgten Moses Jacob (21. August 1753), Juda Jacob (15. Mai 1754) und Marcus Issak (7. Mai 1756). 1764 besaß die kleine jüdische Gemeinde ein Gebäude nur für Gottesdienste in der Judenstraße, der heutigen Strelitzer Straße, wo 1837 ein neues Gebäude errichtet wurde, das einige Meter von der Straße zurückgesetzt war. Laut einer Malchiner Chronik zierte es ein kleines Türmchen. Der jüdische Friedhof von Malchin wurde bereits vor 1755 angelegt. Seit 1841 ist ein offizieller Gemeindevorsteher überliefert, Matthias Marcus, der berühmte Nachfahren hatte, besonders Siegfried Marcus, später den Karikaturisten Otto Marcus (1863–1952).
Anders als in den meisten Mecklenburger Landgemeinden begann in Malchin die Gemeinde durch Abwanderung und Emigration bereits ab Mitte der ersten Hälfte des 19. Jahrhunderts zu schrumpfen. Die meisten Mitglieder hatte Malchin um 1824 mit insgesamt 124 jüdischen Einwohnern, deren Zahl um 1835 auf etwa 100 sank. Mit Beginn des 20. Jahrhunderts gab es hier nur noch etwa 20 jüdische Einwohner. Trotz des Verkaufs der Synagoge 1923 stand die Gemeinde vor dem Ruin, woraufhin sie 1925 aufgelöst wurde. Von 1933 bis 1938 lebte hier noch ein Maler Emil Fischer, der im Novemberpogrom in sogenannte Schutzhaft genommen wurde.

### 20. Jahrhundert
1926 wurden die beiden Ämter Stavenhagen und Dargun zum Amt Malchin zusammengelegt, in dem ab 1931 die NSDAP den stellvertretenden Amtshauptmann Engell stellte, der später Ministerpräsident wurde. Ab 1933 gab es den Kreis Malchin. Das Landratsamtsgebäude wurde im Bauhausstil von dem Architekten Nicolai aus Rostock geplant und ab 1929 genutzt. In der Stadt Malchin gab es eine stabile Mehrheit für die NSDAP bereits vor 1933. Für die KPD wirkte im nahen Gielow Bernhardt Quandt, der spätere SED-Ministerpräsident von Mecklenburg. Am 2. Februar 1933 sprach er gegen die Machtübernahme durch die NSDAP.
Während des Zweiten Weltkriegs mussten hunderte Kriegsgefangene sowie Frauen und Männer aus den von Deutschland besetzten Ländern in Malchin und Umgebung Zwangsarbeit verrichten, wobei viele starben. Nach dem Einmarsch der Roten Armee am 30. April 1945 wurden etwa Drei Viertel des alten Häuserbestandes der Innenstadt durch Brandstiftung zerstört, etwa 500 Menschen starben durch Suizid.
Vor 1953 war in Malchin die Junge Gemeinde sehr aktiv zum Missfallen der SED: „Vor allem Jugendliche nahmen in der Kirchgemeinde Malchin an den Veranstaltungen zur Friedensdekade Anteil. Die Junge Gemeinde veranstaltete unter anderem einen Abend zum Thema ‚Friedliche Konfliktlösung‘. .. An den siebzehn Andachten der Friedensdekade nahmen täglich etwa fünfzehn bis zwanzig, meist junge Christen teil.“
Malchin war zwischen 1952 und 1994 Kreisstadt des gleichnamigen Kreises, der bis 1990 zum DDR-Bezirk Neubrandenburg gehörte. Am 5. Dezember 1989 forderten nach einem Friedensgebet 500 Personen vor dem Kreisamt des MfS die Übergabe des Gebäudes.
Malchin wurde 1994 dem vergrößerten Landkreis Demmin zugeordnet. 2005 verlor die Stadt ihre Amtsfreiheit und ist seitdem Sitz des Amtes Malchin am Kummerower See und in diesem Amt geschäftsführende Gemeinde. Seit der Kreisgebietsreform im Jahr 2011 liegt Malchin im Landkreis Mecklenburgische Seenplatte.
Innenstadt und Rathaus wurden im Rahmen der Städtebauförderung seit 1991 grundlegend saniert. Gegenüber vom Markt entstand auf der Grundlage eines städtebaulichen Wettbewerbs eine neue Bebauung mit Läden, Büros und Wohnungen.

### Geschichte der Ortsteile
Remplin wurde 1283 erstmals in einer Urkunde erwähnt. Besitzer waren u. a. die Familien (von) Hahn (ab etwa 1405 bis 1816), Fürst Georg Wilhelm von Schaumburg-Lippe (bis 1848), von Maltzahn (bis 1851) und Herzog Georg zu Mecklenburg. Das 1940 weitgehend zerstörte Schloss Remplin entstand ab 1865 nach Plänen Friedrich Hitzigs, die neogotische Kirche 1878.
Scharpzow war eine Domäne des Domanialamtes Stavenhagen. Pächter war u. a. im  19. Jahrhundert Carl Theodor Müller, der zu den bürgerlich-liberalen Kräften im Lande zählte. Das Gutshaus entstand durch den Umbau eines älteren Gebäudes in der zweiten Hälfte des 19. Jahrhunderts. Es war Treffpunkt zeitkritischer Personen, u. a. Hoffmann von Fallersleben und Fritz Reuter.

### Eingemeindungen
Am 1. Januar 1951 wurde die bis dahin eigenständige Gemeinde Scharpzow eingegliedert. Gorschendorf gehört seit dem 1. Januar 2003 zu Malchin. Am 7. Juni 2009 wurde Remplin mit den Ortsteilen Neu Panstorf, Retzow und Wendischhagen nach Malchin eingemeindet, was die Fläche der Stadt fast verdoppelte. Zum 1. Januar 2019 wurde Duckow mit dem Ortsteil Pinnow Teil von Malchin.

## Bevölkerung
| Jahr | Einwohner |
| ---- | --------- |
| 1925 | 06.754    |
| 1939 | 07.192    |
| 1950 | 07.599    |
| 1970 | 10.667    |
| 1980 | 10.896    |

| Jahr | Einwohner |
| ---- | --------- |
| 1990 | 10.375    |
| 1995 | 09.330    |
| 2000 | 08.593    |
| 2005 | 07.980    |
| 2010 | 07.977    |
| 2015 | 07.614    |
| 2020 | 07.341    |

| Jahr | Einwohner |
| ---- | --------- |
| 2021 | 7.282     |
| 2022 | 7.272     |
| 2023 | 7.231     |

ab 1990: Stand: 31. Dezember des jeweiligen Jahres

## Politik

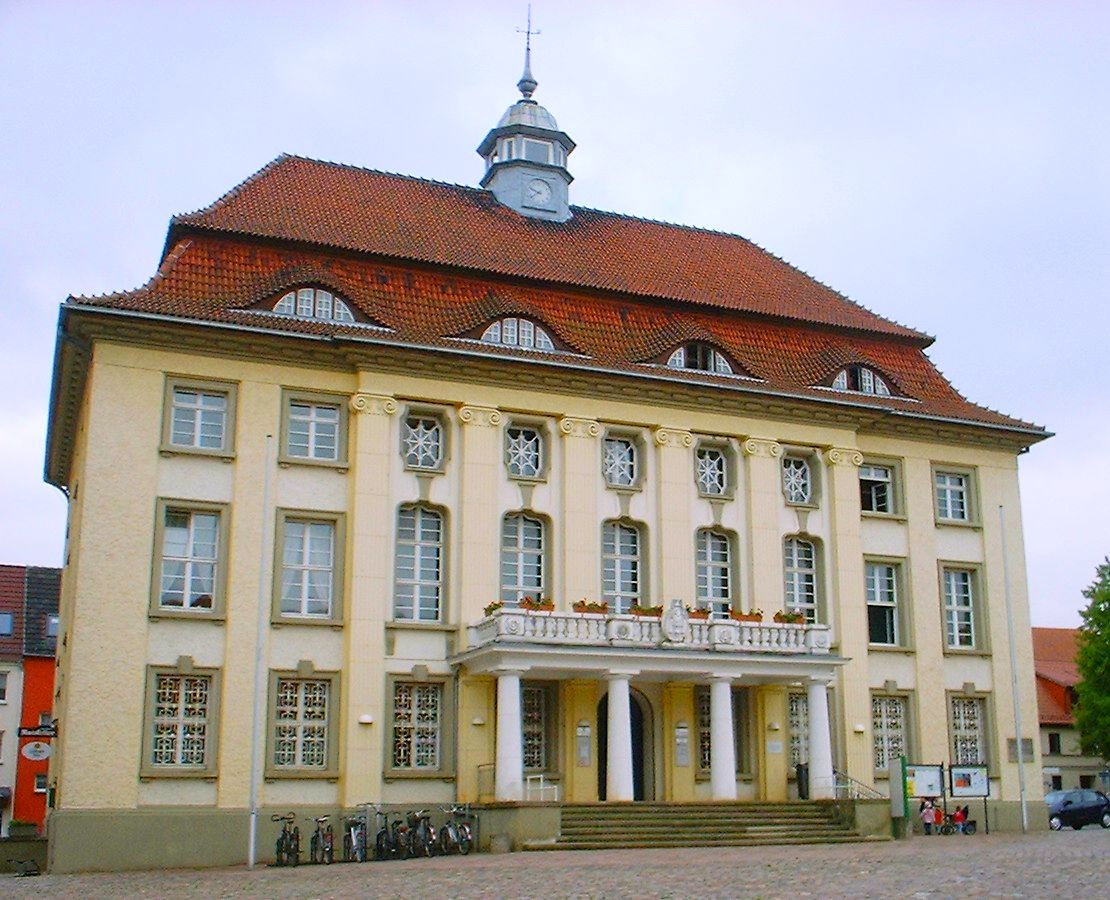
Rathaus

### Stadtvertretung
Die Stadtvertretung von Malchin besteht entsprechend der Einwohnerzahl der Stadt aus 19 Mitgliedern. Die Kommunalwahl am 9. Juni 2024 führte bei einer Wahlbeteiligung von 57,6 % zu folgendem Ergebnis:
| Partei / Wählergruppe                      | Stimmenanteil 2019 | Sitze 2019 |  | Stimmenanteil 2024 | Sitze 2024 |
| ------------------------------------------ | ------------------ | ---------- |  | ------------------ | ---------- |
| AfD                                        | 15,1 %             | 3          |  | 27,2 %             | 5          |
| BSW                                        | –                  | –          |  | 23,8 %             | 5          |
| CDU                                        | 28,5 %             | 6          |  | 16,1 %             | 3          |
| SPD                                        | 11,7 %             | 3          |  | 14,2 %             | 3          |
| Unabhängige Malchiner Bürgerbewegung (UMB) | 18,4 %             | 4          |  | 11,8 %             | 2          |
| Die Linke                                  | 19,2 %             | 4          |  | 06,9 %             | 1          |
| Einzelbewerber Martin Jahrmärker           | 05,4 %             | 1          |  | –                  | –          |
| Einzelbewerberin Nicole Kaps               | 01,7 %             | –          |  | –                  | –          |
| Insgesamt                                  | 100 %              | 21         |  | 100 %              | 19         |

### Bürgermeister
- 1994–2015: Jörg Lange (FDP)
- seit 2015: Axel Müller (CDU)

Müller wurde in der Bürgermeisterwahl am 10. Mai 2015 mit 58,7 % der gültigen Stimmen gewählt. Am 8. Mai 2022 wurde er ohne Gegenkandidat mit 93,3 % der gültigen Stimmen in seinem Amt bestätigt. Seine Amtszeit beträgt sieben Jahre.

### Wappen
| Wappen der Stadt Malchin | Blasonierung: „In Gold zwischen zwei schwebenden roten Türmen mit je vierfach gezinnter, beiderseits abgestützter Platte und sieben (1:2:2:2) betagleuchteten Fenstern, ein hersehender, golden gekrönter schwarzer Stierkopf mit geschlossenem Maul, ausgeschlagener roter Zunge und silbernen Hörnern, überhöht von einem roten Tatzenkreuz.“ |
| Wappen der Stadt Malchin | Wappenbegründung: Das Wappen ist nach dem Siegelbild des SIGILLVM CIVITATIS MALECHIN – als Abdruck erstmals 1346 überliefert – gestaltet und in der jetzigen Form im April 1858 festgelegt worden. Es vereint ein städtisches Sinnbild, ein Herrschaftszeichen und ein kirchliches Symbol. Die Zinnentürme kennzeichnen Malchin als wehrhafte und befestigte Stadt. Der für die Werler Linie des mecklenburgischen Fürstenhauses typische Stierkopf erinnert an den Herrn zu Werle als Stadtgründer und Stadtherrn. Ob mit dem Kreuz auf die kirchliche Zugehörigkeit zum Bistum Cammin verwiesen werden sollte, ist ungewiss. Das Wappen wurde am 10. April 1858 von Großherzog Friedrich Franz II. von Mecklenburg-Schwerin festgelegt, 1994 neugezeichnet und unter der Nr. 50 der Wappenrolle des Landes Mecklenburg-Vorpommern registriert. |

Historisches Wappen
| Wappen der Stadt Malchin 1943–1945 | Blasonierung: „In Gold zwischen zwei roten Zinnentürmen ein hersehender, golden gekrönter schwarzer Stierkopf mit geschlossenem Maul, ausgeschlagener roter Zunge und schwarzen Hörnern.“                                                         |
| Wappen der Stadt Malchin 1943–1945 | Wappenbegründung: Das Wappen verlor schon bald nach dem Ende des II. Weltkrieges seine Gültigkeit. Das Wappen wurde vom Heraldiker Hans Herbert Schweitzer gestaltet und am 1. Oktober 1943 durch den Reichsstatthalter in Mecklenburg verliehen. |

### Flagge
Die Flagge wurde von dem Malchiner J. Ludewig gestaltet und am 1. Juni 1994 durch das Ministerium des Innern genehmigt.
Die Flagge ist Gelb – Rot (1:1) längs gestreift. In der Mitte des Flaggentuchs liegt, auf jeweils zwei Drittel der Höhe des gelben und roten Streifens übergreifend, das Stadtwappen. Die Höhe des Flaggentuchs verhält sich zur Länge wie 3:5.

### Dienstsiegel
Das Dienstsiegel zeigt das Stadtwappen mit der Umschrift STADT MALCHIN.

### Städtepartnerschaften
- Szerencs (Ungarn), seit 1989
- Itzehoe (Deutschland), seit 1991
- Hesperingen (Luxemburg), seit 2009

## Sehenswürdigkeiten

### Bauwerke

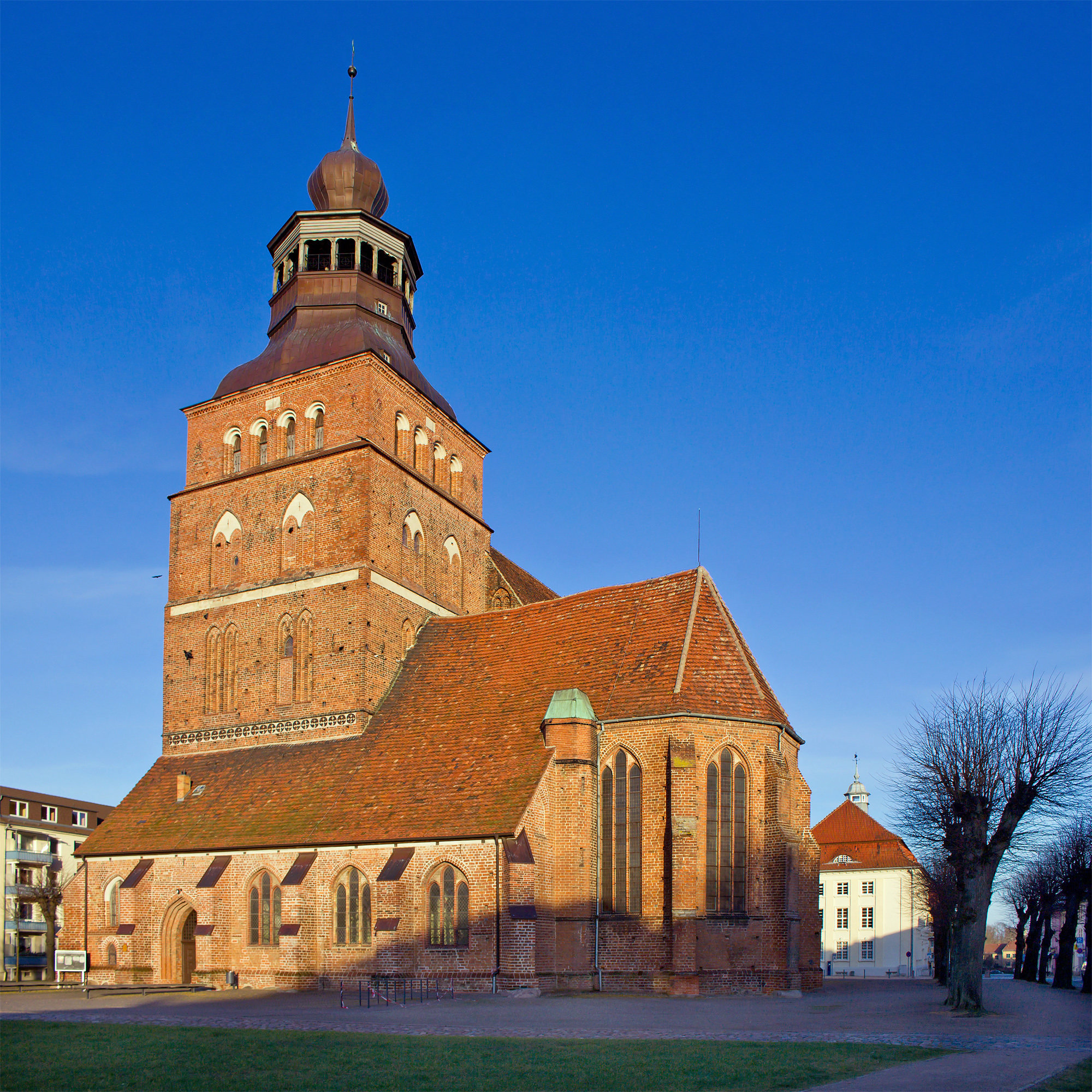
St.-Johannis-Kirche; im Hintergrund das Rathaus

- St.-Johannis-Kirche: Stadtkirche als dreischiffige backsteingotische Basilika. Der 67 Meter hohe Kirchturm kann bestiegen werden.
- Rathaus: Erstes Rathaus vom  13/14. Jahrhundert mit erhaltenem gotische Keller, darauf entstand 1745 das zweite Rathaus, ein zweiteiliger barocker Bau. Drittes Rathaus von 1842 durch vergrößerten Umbau mit gotisierenden und klassizistischen Formen. Im Obergeschoss befand sich der Landtagssaal; 1900 neu gestaltet mit Schmuckgiebel und nach einem Brand 1925/27 erneuert; Gebäude um 1996  saniert.
- Museum in der Stadtmühle (mit Siegfried-Marcus-Raum und Originalexponaten aus der Werkstätte des Erfinders), direkt an der B 104
- Reste der Stadtbefestigung:
  - Reste der Stadtmauer.
  - Steintor am Südrand der Altstadt, Vortor aus dem 15. Jahrhundert. 1893 ganz oder teilweise abgebrochen, 1894 wiederhergestellt, weitgehend eine Replik
  - Kalensches Tor am Nordrand der Altstadt, gotisches Vortor aus dem 15. Jahrhundert, das Innentor wurde 1837 abgerissen
  - Fangelturm (etwa 35 Meter hoch), Wehrturm aus dem 15. Jahrhundert, Ende des 16. Jahrhunderts um einen Renaissance-Giebel ergänzt, 1996 grundlegend saniert, hat seinen Namen von der einstigen Verwendung als Gefängnis
- Runder Wasserturm, von 1902 bis 1980 in Betrieb
- Postamt Malchin von 1886, historisierendes verklinkerte Gebäude
- Ehemaliges Amtsgericht Malchin von 1879 am Amtsgerichtsplatz
- Bahnhof Malchin von 1864 mit historischen Betriebsgebäuden
- Wohnturm nahe dem Bahnhof
- Volkspark im Südwesten der Stadt, von der Ostpeene durchquert
- Burgwall Malchin, slawischer Burgwall
- Kirchenruine Alt Panstorf mit den erhaltenen Umfassungsmauern
- Dorfkirche Gorschendorf, Backsteinbau aus dem 19. Jahrhundert
- Sternwarte Remplin, ältester erhaltener Sternwartenbau Mecklenburgs
- Rempliner Kirche von 1878 nach Plänen von Georg Daniel
- Gutshaus Scharpzow, Umbau eines älteren Gebäudes in der zweiten Hälfte des 19. Jahrhunderts

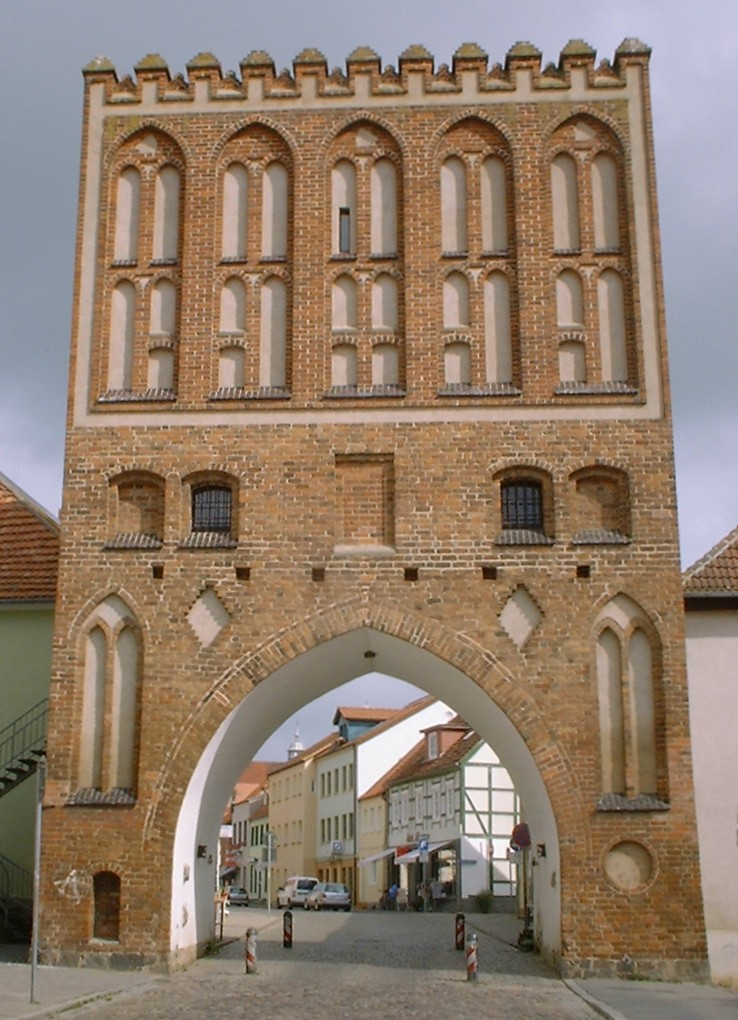
Steintor
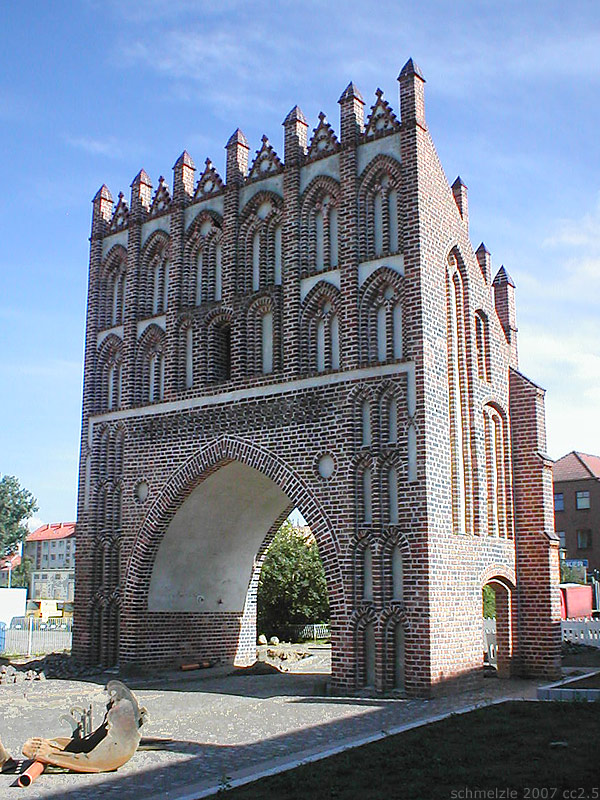
Kalensches Tor
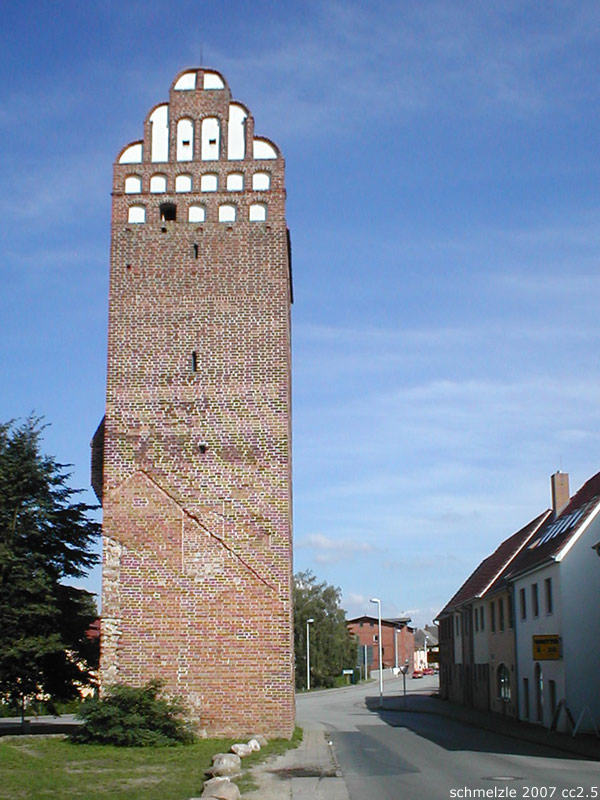
Fangelturm
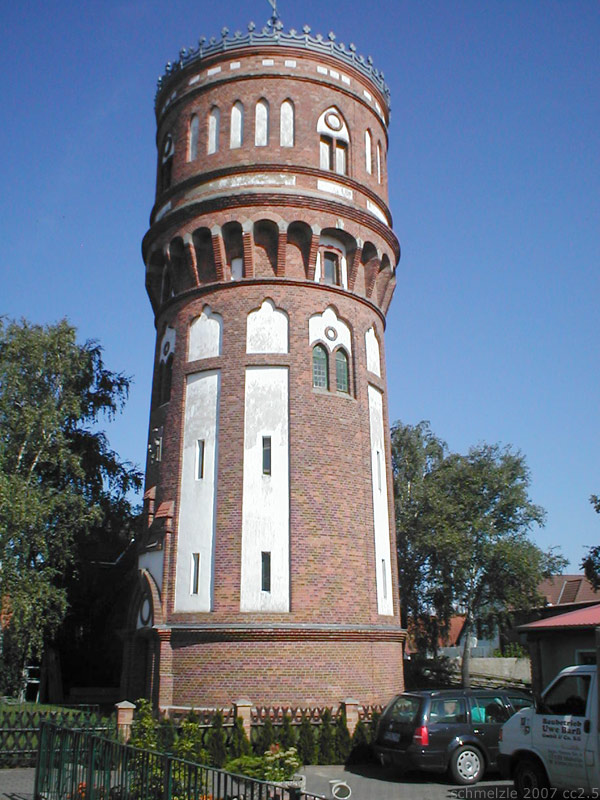
Wasserturm
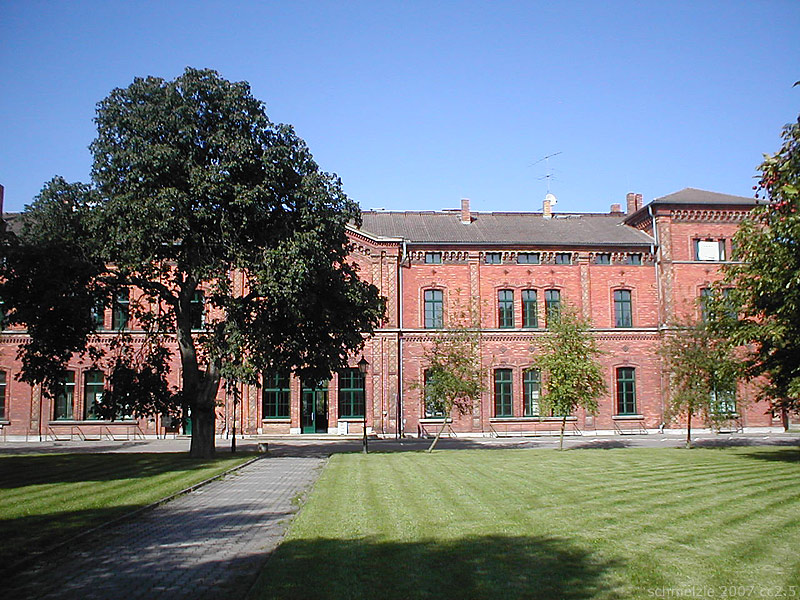
Bahnhof
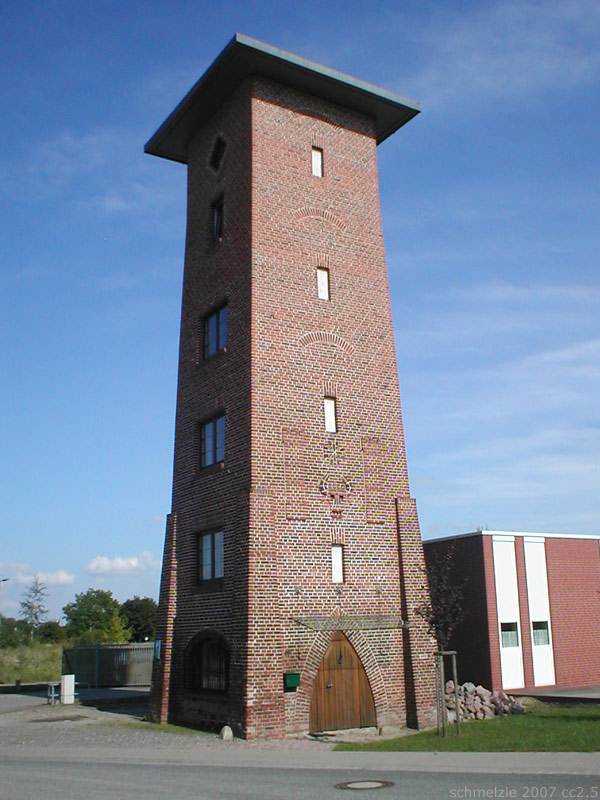
Wohnturm

### Geschichtsdenkmale
- Denkmal für Rektor Karl Bülch (1792–1844), errichtet 1864, heute in der nach ihm benannten Straße
- Denkmal der Gefallenen von 1870/71, errichtet 1877 an der Basedower Straße (1945 teilzerstört)
- Denkmal der Gefallenen von 1914/18, errichtet 1929 an der Parkstraße (1946 teilzerstört und umgewidmet zum VVN-Denkmal)
- Denkmal der Gefallenen von 1914/18 des Männerturnvereins, Lindenstraße
- Denkmal der Gefallenen von 1914/18 der Zuckerfabrik, im heutigen Gewerbegebiet (nach 1945 teilzerstört)
- zwei Ehrenfriedhöfe auf dem Städtischen Friedhof für Bürger der Sowjetunion, die als Soldaten, Kriegsgefangene, Zwangsarbeiter und deren Kinder im Zweiten Weltkrieg umgekommen sind
- VdN-Ehrenfriedhof von 1979 auf dem Städtischen Friedhof für namentlich genannte Opfer des Faschismus aus der Stadt
- Denkmal von 1986 in der Basedower Straße zur Erinnerung an den sozialdemokratischen Reichstagsabgeordneten Rudolf Breitscheid

## Wirtschaft und Infrastruktur
2005 ehrte die Landesregierung die Stadt mit dem Titel Wirtschaftsfreundlichste Kommune in Mecklenburg-Vorpommern.

### Öffentliche Einrichtungen
In Malchin befindet sich der Sitz der Landesforstverwaltung Mecklenburg-Vorpommern.

### Verkehr
Die Stadt liegt an der Bundesstraße B 104 zwischen Güstrow und Neubrandenburg sowie an den Landesstraßen L 20 zwischen Dargun und Malchow und L 202 nach Waren.
Die Bahnstrecke Bützow–Szczecin führt durch die Stadt, die Züge der Regionalexpresslinie RE 4 (Lübeck–Szczecin) halten im Bahnhof Malchin. Bis zur Einstellung des Personenverkehrs im Jahr 1996 führten zwei weitere Strecken von Malchin nach Dargun beziehungsweise nach Waren. Die Umlandverbindungen werden heute durch die regionalen Busse der MVVG sichergestellt.
Der Hafen Malchin verfügt mit dem Peenekanal über einen Anschluss an das europäische Wasserstraßennetz.

### Sport
Im Fußball spielt der FSV 1919 Malchin in der Saison 2019/20 in der Landesliga Ost Mecklenburg-Vorpommern, sein Heimstadion ist das Walter-Block-Stadion mit 3000 Plätzen.
In der Sportart Motoball (Fußball auf Motorrädern) ist der MSC Kobra Malchin erfolgreich, er wurde mehrfach DDR-Meister und spielt in der Motoball-Bundesliga Nord (Stand: 2020). Heimspiele werden in der Waldarena ausgetragen.
An der Lindenstraße steht die alte Turnhalle von 1911.

## Persönlichkeiten

### Söhne und Töchter der Stadt
- Enoch Svantenius (1576–1624), lutherischer Theologe
- Timotheus Lütkemann (1671–1738), lutherischer Theologe, Generalsuperintendent der Pommerschen Landeskirche
- Johann Jochen Schmidt (1763–1842), Orgelbauer
- Bogislav Conrad Krüger-Hansen (1776–1850), Arzt
- Karl Bülch (1792–1844), Teilnehmer der Befreiungskriege, Förderer der Turnbewegung
- Rudolf Müller (1813–1890), Landwirt und Politiker
- Siegfried Marcus (1831–1898), Erfinder und Automobilpionier
- Franz Gesellius (1840–1900), Arzt und Journalist
- Cordula Wöhler (1845–1916), Dichterin, Verfasserin von Kirchenliedern
- Carl von Kühlewein (1846–1916), Unternehmer und Numismatiker
- Bernhard Walter (1861–1950), Physiker
- Fritz Greve (1863–1931), Maler
- Otto Marcus (1863–1952), Karikaturist und Maler
- Richard Engel (1866–1954), Vizeadmiral
- Otto Fröhmcke (1867–1941), Politiker (Verband für Handwerk und Gewerbe)
- Carl Wilhelm Neumann (1871–1939), Naturwissenschaftler, Redakteur und Schriftsteller
- Ernst Hintzmann (1880–1951), Konteradmiral, Politiker (DVP, DNVP)
- Otto Langmann (1898–1956), Geistlicher und Diplomat
- Rudolf Allwardt (1902–1983), Porträt- und Landschaftsmaler
- Walter Block (1903–1945), Widerstandskämpfer gegen den Nationalsozialismus
- Elfriede Schaumann (1915–1942), Widerstandskämpferin gegen den Nationalsozialismus
- Erna Emhardt (1916–2009), Malerin
- Hermann Rohwedder (1925–2021), Admiralarzt
- Hans-Joachim Griephan (* 1937), Journalist
- Wolfgang Mahnke (* 1937), Autor
- Beate Liebich (* 1958), Mittelstreckenläuferin
- Almuth Hartwig-Tiedt (* 1959), Politikerin (Die Linke)
- Olaf Meining (* 1965), Politiker (parteilos), Bürgermeister von Salzwedel
- Thomas Doll (* 1966), Fußballspieler und -trainer
- Martin Lehmann (* 1973), Chorleiter
- Frank Sander (* 1980), Wasserspringer
- Tilo Jung (* 1985), Journalist

### Mit Malchin verbundene Persönlichkeiten
- Joachim Christian Timm (1734–1805), Ratsapotheker und Bürgermeister in Malchin
- Rudolph Fritz (1851–1936), Commerzienrat, Ehrenbürger von Malchin[28][29]